# Kathleen Kenyon
Kathleen Mary Kenyon DBE (Londres, 5 de Janeiro de 1906 — Wrexham, 24 de Agosto de 1978) foi uma destacada arqueóloga inglesa, em especial na cultura do período neolítico na Crescente Fértil, e escavações de Jericó entre 1952 e 1958.

## Vida
Seu pai, Sir Frederic Kenyon, foi o diretor do Museu Britânico. Kathleen Kenyon graduou-se no Colégio Somerville de Oxford e foi a primeira mulher a tornar-se presidente da Academia Arqueológica de Oxford. Depois de terminar seus estudos em 1929, trabalhou com Gertrude Caton–Thompson nas escavações do Grande Zimbabwe e, posteriormente, chegou a trabalhar para o arqueólogo Sir Mortimer Wheeler.
Seu trabalho com Wheeler foi tão importante ao ponto de desenvolverem o Método Wheeler-Kenyon de escavações arqueológicas, um sistema de unidades de medida e divisões da área de escavação.
Entre 1936 e 1939 Kenyon escavou a Muralha Judaica em Leicester. Em 29 de Abril de 1937 fundou-se o Instituto de Arqueologia da Universidade de Londres e ela foi eleita sua primeira directora, até o ano de 1946. Depois disso, trabalhou em escavações nas Murallas Sutton em Sabrata e outros sítios maiores. Além disso, foi eleita diretora honorária da Escola de Arqueologia Britânica de Jerusalém.
Seu trabalho em Jericó contribuiu para datar a ocupação da Cultura Natufian no final da Idade do gelo (entre 10 mil e 9 mil anos). Realizou também escavações em Jerusalém, Ofel, mas com pouco êxito. Em 1962 chegou a ser decana do Colégio St Hugh de Oxford.
Em 1973 foi nomeada DBE (Dame Commander of the British Empire - Senhora Comandante do Império Britânico).

## Trabalhos publicados
- 1942 The Buildings at Samaria, [Samaria-Sebaste I], Londres, 1942 (coautoria com Crowfoot, JW & Sukenik, EL)
- 1948 Excavations at the Jewry Wall Site, [Relatórios do Comitê de Pesquisa da Sociedade de Antiquários de Londres 15], Leicester, Londres: Sociedade de Antiquários, 1948.
- 1949 Guide to Wroxeter Roman City, Londres, 1949.
- 1951 "Some Notes on the History of Jericho in the Second Millennium B.C.", PEQ 83 (1951), 101–138.
- 1952 Beginning in Archaeology, Londres, 1952.
- 1952 "Early Jericho", Antiquity 26 (1952), 116–122.
- 1953 Beginning in Archaeology, segunda edição, Londres, 1953.
- 1954 Guide to Ancient Jericho, Jerusalém, 1954.
- 1957 Digging Up Jericho, Londres, 1957. (também publicado nas edições holandesa, hebraica, italiana, espanhola e sueca).
- 1957 The Objects from Samaria, [Samaria-Sebaste III], Londres, 1957 (co-autoria com Crowfoot, J.W. & Crowfoot, G.M.
- 1958 "Some Notes on the Early and Middle Bronze Age Strata of Megiddo", Eretz Israel 5 (1958), pp. 51–60.
- 1959 Excavations at Southwark, [Research Papers of Surrey Archaeological Society 5], 1959.
- 1960 Archaeology in the Holy Land, primeira edição, Londres, 1960.
- 1960 Excavations at Jericho – Volume I Tombs Excavated in 1952–4, Londres 1960.
- 1961 Beginning in Archaeology, edição revisada, Londres, 1961.
- 1965 Archaeology in the Holy Land, segunda edição, Londres, 1965.
- 1965 Excavations at Jericho – Volume II Tombs Excavated in 1955–8, Londres, 1965.
- 1965, "British Archaeology Abroad – Jerusalem", Antiquity 39 (1965), 36–37.
- 1966 Amorites and Canaanites, (Schweich Lectures Series, 1963), Londres: Publicado para a Academia Britânica pela Oxford University Press, 1966.
- 1966 "Excavations in Jerusalem, 1965", PEQ (1966), 73–88.
- 1967 Jerusalem – Excavating 3000 Years of History, [Novos aspectos da antiguidade], Londres, 1967 (também publicado em uma edição alemã).
- 1969 "Middle and Late Bronze Age Strata at Megiddo", Levant 1 (1969), pp. 25–60.
- 1970 Archaeology in the Holy Land, terceira edição, 1970 (também publicado nas edições holandesa, dinamarquesa, alemã, espanhola e sueca).
- 1971 Royal Cities of the Old Testament, Londres, 1971.
- 1971 "An Essay on Archaeological Technique: the Publication of Results from the Excavation of a Tell", Harvard Theological Review 64 (1971), 271–279.
- 1974 Digging up Jerusalem, Londres: Benn, 1974.
- 1974 "Tombs of the Intermediate Early Bronze – Middle Bronze Age at Tel 'Ajjul", in Stewart, J.R. (ed.), Tell el Ajjul – the Middle Bronze Age Remains, [App. 2. Estudos em Arqueologia Mediterrânea], Göteborg, 1974, 76–85.
- 1978 The Bible and recent archaeology, Londres: British Museum Publications Ltd, 1978.